# John Dastin
John Dastin (* um 1293 in Greet, Gloucestershire; † kurz vor 1386) war ein britischer Geistlicher und Alchemist.
Dastin wurde 1311 zum Diakon geweiht, studierte in Oxford und war Vikar der Kirche von Bringhurst in Leicestershire. 1317 reiste er nach Avignon, wo damals der Papst residierte, und war im Dienst von Kardinal Napoleon Orsini (ab 1288 Kardinaldiakon von St. Adrian, gestorben 1342) und war in diesem Zusammenhang auch lange in Italien. Bekannt war er dort als Magister Johannes Anglicus. 1341 war er wieder in Oxford am Oriel College und mit einer Pfründe als Vikar der Kirche von Aberford in Yorkshire versehen.
Einige seiner Schriften sind im Theatrum Chemicum Britannicum abgedruckt, dessen Herausgeber Elias Ashmole wenig über ihn wusste (aber vermutete die Texte müssten von einem späteren Autor überarbeitet sein, da das Englisch zu gut wäre). Er verfasste einen Brief an Papst Johannes XXII. zur Verteidigung der Alchemie. Er beschreibt eine Transmutation von Metallen mit dem Stein der Weisen (nach ihm durch Verwandlung in ihre Urgestalt (Materia prima) aus Quecksilber, das auch einziger Grundbestandteil des Steins der Weisen sei) und dessen Verwendung als Universalmedizin. In weiteren Briefen und Schriften vergleicht er die Arbeit der Alchemisten mit dem Leidensweg, Tod und Auferstehung Christi, die Schaffung des Steins der Weisen mit Gottes Erzeugung der Seele (so dass der Alchemist Anteil an der göttlichen Schaffungskraft hat) und hält den Erfolg der Alchemisten für abhängig von der Gnade Gottes.